# Kerstvakantie
De kerstvakantie, ook wel wintervakantie, is een schoolvakantie aan het einde van het jaar.
Gebruikelijk is dat scholen voor lager en voortgezet onderwijs in Nederland en België de leerlingen twee weken vrijaf geven: de week waarin Kerstmis valt en de week van de jaarwisseling met oudejaarsdag. Deze vakantie is voor alle regio's op hetzelfde moment. Er wordt ook geen onderscheid gemaakt tussen het basisonderwijs en het voortgezet onderwijs.
In talrijke sectoren in de samenleving is een kortere kerstvakantie ook tamelijk algemeen geworden. Veel (semi)overheidsinstellingen, de politiek en nogal wat bedrijven liggen stil in de dagen tussen Kerstmis en Nieuwjaar, veelal door het inroosteren van verplichte atv-dagen.